# Hanois etnologiska museum

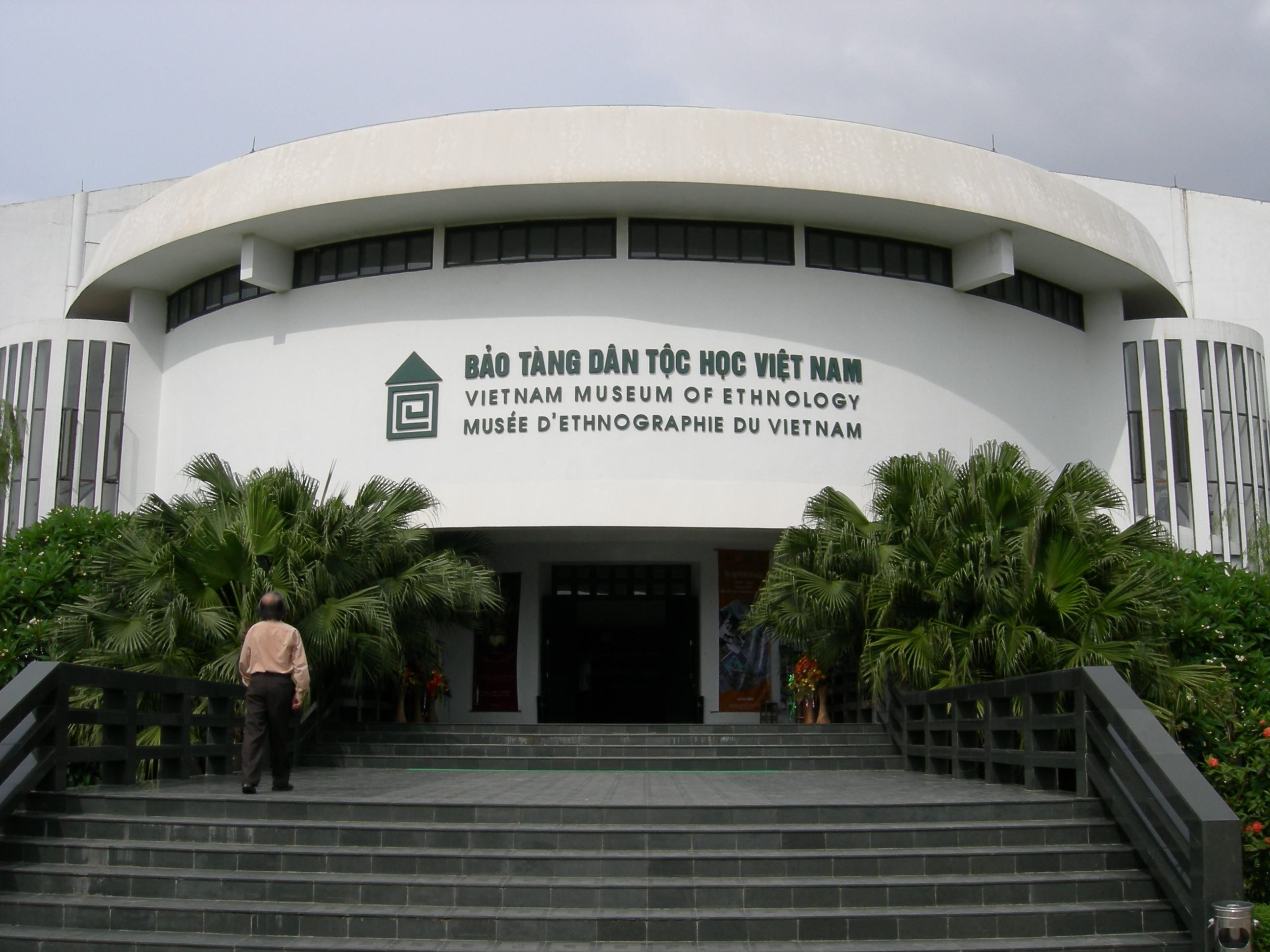
Ingangen till Hanois etnologiska museum

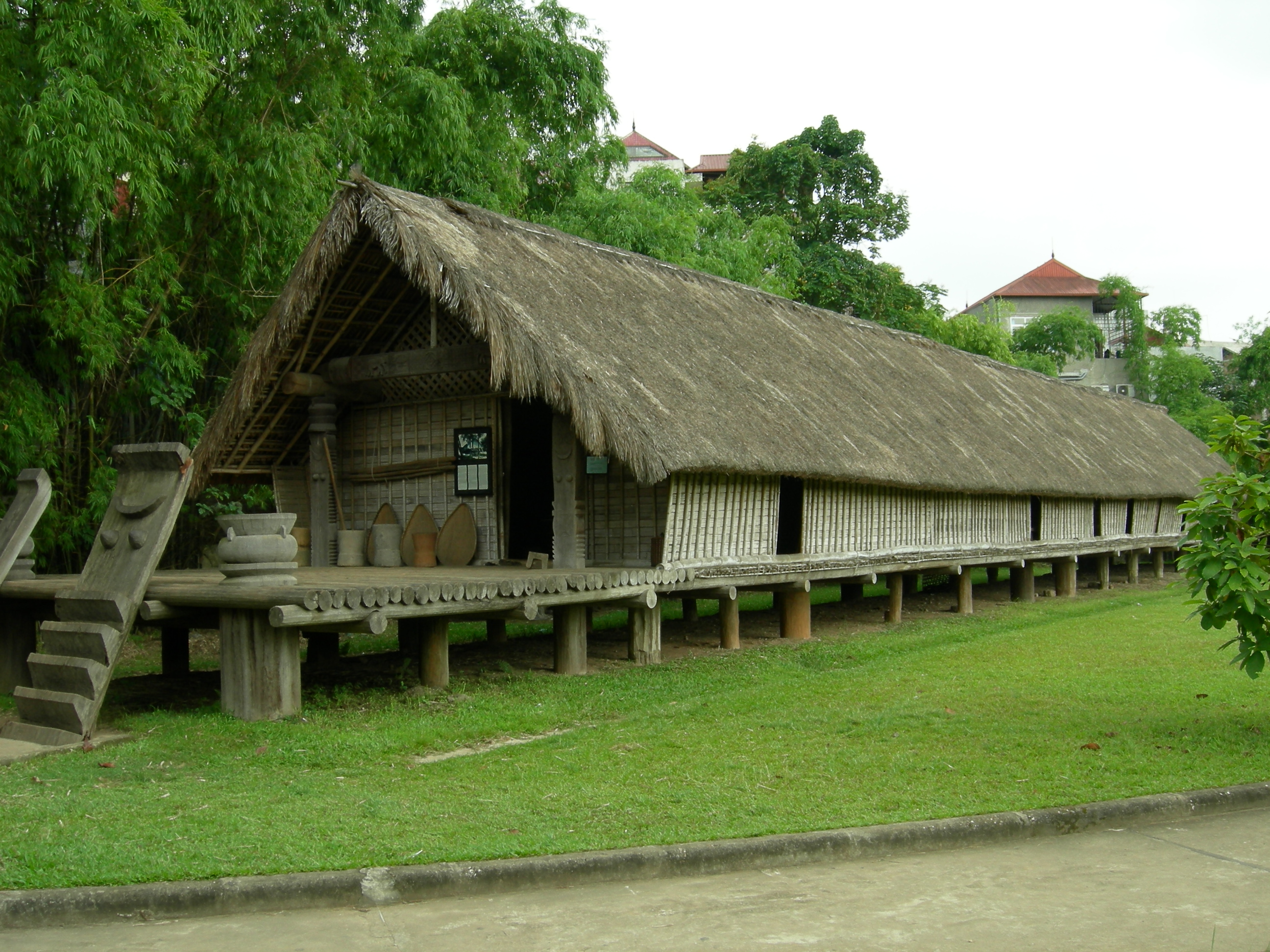
Utomhusutstallningen

Hanois etnologiska museum (vietnamesiska: Bảo tàng Dân tộc học Việt Nam) är ett museum i Hanoi som fokuserar på de olika etniska grupper som finns i Vietnam. Det är beläget i Cầu Giấy distriktet cirka åtta kilometer från centrala Hanoi. Det öppnade 12 november 1997 och är ett av de mer kända i Hanoi.
- Wikimedia Commons har media som rör Hanois etnologiska museum.